# ノヴァ・マーリング
ノヴァ・マーリング（Nova Marring、女性、2001年9月6日 - ）はオランダの女子バレーボール選手。ポジションはアウトサイドヒッター。オランダ代表。

## 来歴
- クラブチーム

フローニンゲン出身。2018年、Regio Zwolle Volleybalに入団。2020/21シーズンはベルギーのTrixxo LVL Genkでプレーした。2021年5月、Asterix AVO Beverenへの移籍が発表され、2021/22シーズンのベルギーリーグではベストアウトサイドヒッター賞を受賞した。2022/23シーズンではベルギーリーグ、ベルギーカップで優勝を果たした。2023年8月、ドイツのシュヴェリーンSCへの移籍が発表され、2023/24シーズンのブンデスリーガで準優勝した。
- 代表チーム

2023年、シニア代表に初選出され、同年のネーションズリーグでデビューした。同年8-9月の欧州選手権では銅メダルを獲得した。パリ五輪予選に出場した。

## 球歴
- 欧州選手権 - 2023年
- ネーションズリーグ - 2023年、2024年

## 受賞歴
- 2022年　2021/22Belgian Liga A　ベストアウトサイドヒッター賞

## 所属クラブ
- Regio Zwolle Volleybal（2018-2020年）
- Trixxo LVL Genk（2020-2021年）
- Asterix AVO Beveren（2021-2023年）
- シュヴェリーンSC（2023-）